# Joseph Priestley College
Le Joseph Priestley College est un collège d'enseignement non universitaire fondé en 1955 et localisé à Leeds dans le West Yorkshire au Royaume-Uni. Il tire son nom du célèbre chimiste et théologien Joseph Priestley qui a découvert l'existence de l'oxygène. Le collège possède trois campus situés dans les quartiers de Rothwell, Morley et Beeston.

## Formations
Les formations dispensées dans le collège sont des formations qui permettent d'entrer directement dans la vie active ou de faire une passerelle vers les études universitaires. Le collège propose des formations en commerce, horticulture, coiffure, construction, informatique, technologies de l'information et en sport.